# Sweet Virginia
Sweet Virginia är spår nummer sex på The Rolling Stones dubbel-LP Exile on Main St.  (Exile on Main Street), utgiven 12 maj 1972 på The Rolling Stones Records. Countrylåten är skriven av Mick Jagger och Keith Richards och inspelad mellan 1971 och 1972. I låten förekommer både ett munspelssolo av Jagger och ett saxofonsolo av Bobby Keys.
"Come on, come on down, you got it in ya / Got to scrape the shit right off your shoe" ("Skynda på, skynda på ner, du har det i dig / Måste skrapa av skiten på en gång från din sko"), lyder refrängen på den fyra minuter och 25 sekunder långa låten.

## Medverkande musiker
- Mick Jagger - sång och munspel
- Keith Richards - gitarr och bakgrundssång
- Mick Taylor - gitarr
- Bill Wyman - elbas
- Charlie Watts - trummor
- Ian Stewart - piano
- Bobby Keys - saxofon
- Clydie King, Vanetta Fields, Dr John, Shirley Goodman och Tammi Lynn - bakgrundssång

## Källa
- http://www.keno.org/stones_lyrics/sweetvirginia.html